# Rezoluce Rady bezpečnosti OSN č. 6
Rezoluce Rady bezpečnosti OSN č. 6 byla jednohlasně přijata na zasedání 17. května 1946. Rada bezpečnosti OSN v ní uvedla data, kdy posoudí nové uchazeče o členství v OSN. Rezoluce byla pozměněna 24. července kvůli odkladu data zahájení druhé části prvního zasedání Valného shromáždění OSN. Data v originální rezoluci byly proto posunuta zpět o tolik dní, kolik činil rozdíl mezi původním a odloženým datem zasedání Valného shromáždění.